# 威廉二世 (黑森选侯)
威廉二世（Wilhelm II.，1777年7月28日—1847年11月20日），黑森选侯国的第二任选侯，1821年至1847年在位。

## 早年
威廉二世是黑森-卡塞尔伯爵世子威廉（后来的选侯威廉一世）与妻子威廉明妮·卡羅琳的第二个儿子，也是威廉一世唯一活到成年的婚生子，1777年7月28日生于哈瑙。此时威廉一世已经与情妇夏洛特·克里斯汀·比桑（Charlotte Christine Buissine）有了两个私生子。
威廉曾在马尔堡和莱比锡求学。1797年与普鲁士公主奥古斯苔结婚。
1806年，法国吞并了黑森选侯国，将其并入她的附属国威斯特法伦王国。他跟随父亲流亡荷尔斯泰因、布拉格，于1809年来到柏林。1813年的莱比锡战役中他与普鲁士人民并肩作战。1813年，他发表《黑森宣言》，号召黑森人民反抗拿破仑。黑森选侯国复辟。
1814年3月，他的父亲重新成为黑森军队的最高统帅。1815年的巴黎和会之后，他回到哈瑙居住。

## 成为选侯
1821年2月17日，威廉的父亲选侯威廉一世去世，威廉登基成为黑森选侯威廉二世。威廉一世的统治较为反动，威廉二世即位后即对行政机关进行了现代化的改革。尽管如此，政治仍很保守。中产阶级的期望如议会、现代化的宪法都没有实现。
威廉二世的家庭生活，与他的祖辈们一样充满了纷争。1821年他刚刚登基，就将来自柏林的情妇艾米莉·奥尔特洛普（Emilie Ortlöpp）封为赖辛巴赫-莱松尼茨女伯爵。选侯夫人奥古斯苔和世子弗里德里希·威廉搬出选侯的庄园并在身边聚集了许多来自贵族和中产阶级的反对派。

## 退出政坛
1830年，黑森选侯国爆发了激烈的革命。威廉二世被迫召开议会，1831年1月5日，一部新的、适合当时特别激进的年代的宪法诞生了。议会制的先驱者被选侯提名为内阁部长。他错误地估计了他在公众中的地位，允许情妇赖辛巴赫-莱松尼茨女伯爵回到卡塞尔，1月11日卡塞尔再次发生骚乱。威廉二世被迫逃离卡塞尔，定居哈瑙的菲利普斯鲁厄和威廉巴德。由于哈瑙和卡塞尔通讯不便，威廉二世流亡期间实际是留在卡塞尔的选侯世子弗里德里希·威廉摄政。威廉二世再也没有回到过卡塞尔，从1831年起事实上已经逊位了。
威廉二世与情妇一起住在菲利普斯鲁厄，后迁徙至法兰克福。1841年选侯夫人去世，他与情妇结婚。赖辛巴赫-莱松尼茨女伯爵在1843年去世，威廉二世又娶了卡洛琳·冯·贝勒普施（Caroline Frn von Berlepsch），并封其为卑尔根女伯爵。
威廉二世于1847年在法兰克福去世，葬于哈瑙的玛丽安教堂。在二战中该教堂被严重破坏，他的遗体在上世纪90年代被重新安葬。

## 婚姻与子女
威廉二世于1797年2月13日在柏林与普鲁士国王腓特烈·威廉二世的四女奥古斯塔·克里斯汀妮·弗里德里克（Auguste Christine Friederike，1780年5月1日—1841年2月19日）结婚。有三子三女：
- 长子威廉·弗里德里希·卡尔·路德维希（Wilhelm Friedrich Karl Ludwig，1798年—1800年），早夭。
- 长女卡洛琳·弗里德里克·威廉明妮（Karoline Friederike Wilhelmine，1799年—1854年），终生未婚。
- 次女路易丝·弗里德里克（Luise Friederike，1801年—1803年），早夭。
- 次子腓特烈·威廉一世（Friedrich Wilhelm，1802年8月20日—1875年6月6日），1847年成为黑森选侯，1866年被普鲁士废黜。
- 三女瑪麗·弗蕾德里克（1804年9月6日—1888年1月1日），1825年与萨克森-迈宁根公爵博恩哈德二世结婚。
- 三子腓特烈·威廉·斐迪南（Friedrich Wilhelm Ferdinand，1806年10月—11月），早夭。

威廉二世与情妇艾米莉·奥尔特洛普（1791年5月13日—1843年2月12日）有多名私生子，1821年艾米莉·奥尔特洛普被封为赖辛巴赫-莱松尼茨女伯爵，他们的子嗣拥有赖辛巴赫-莱松尼茨伯爵或女伯爵（Graf/Gräfin von Reichenbach-Lessonitz）的称号，威廉二世1843年与赖辛巴赫-莱松尼茨女伯爵结婚。他们的子女如下：
- 路易丝·威廉明妮·艾米莉（Luise Wilhelmine Emilie，1813年—1883年）
- 尤利乌斯·威廉·阿尔布雷希特（Julius Wilhelm Albrecht，1815年—1822年）
- 阿玛丽埃·威廉明妮·艾米莉（Amalie Wilhelmine Emilie，1816年—1858年）
- 古斯塔夫·卡尔（Gustav Karl，1818年—1861年）
- 艾米莉（Emilie，1820年—1890年）
- 弗蕾德里克（Friederike，1821年—1898年）
- 威廉（Wilhelm，1824年—1866年）
- 海伦（Helene，1825年—1898年）

威廉二世在赖辛巴赫-莱松尼茨女伯爵去世后，又娶了卡洛琳·冯·贝勒普施（Caroline Frn von Berlepsch，1820年1月9日—1877年2月21日），并封其为卑尔根女伯爵，二人没有子嗣。
| 威廉二世 (黑森选侯) 黑森王朝出生于：1777年7月28日逝世於：1847年11月20日 | 威廉二世 (黑森选侯) 黑森王朝出生于：1777年7月28日逝世於：1847年11月20日 | 威廉二世 (黑森选侯) 黑森王朝出生于：1777年7月28日逝世於：1847年11月20日 |
| 統治者頭銜                                                              | 統治者頭銜                                                              | 統治者頭銜                                                              |
| ----------------------------------------------------------------------- | ----------------------------------------------------------------------- | ----------------------------------------------------------------------- |
| 前任者： 威廉一世                                                       | 黑森選侯 1821年—1847年                                                  | 繼任者： 腓特烈·威廉一世                                                |